# Achaea indeterminata
Achaea indeterminata is een vlinder van de familie van de spinneruilen (Erebidae). De wetenschappelijke naam van deze soort is voor het eerst voorgesteld als Ophisma indeterminata door Francis Walker in een publicatie uit 1865.

## Verspreiding
De soort komt voor in Ethiopië, Kenia, Tanzania, Mozambique, Zimbabwe, Zuid-Afrika en Eswatini.

## Waardplanten
De rups leeft op Calpurnia aurea (Aiton) Benth. (Fabaceae).